# Alexandre Lauwick
Alexandre Abel Félix Lauwick, parfois orthographié Lauwich, né le 24 mars 1823 à Lille et mort le 6 février 1886 à Paris (VIIIe arrondissement), est un peintre orientaliste français.

## Biographie
Issu d'une grande famille de la bourgeoisie lilloise, Alexandre Lauwick est le fils de Charles Frédéric Joseph Lauwick, propriétaire, et Catherine Françoise Joseph Durot, et le petit-fils de Catherine-Françoise Prouvost. En 1864, il épouse à Paris Louise-Thérèse Riesener, nièce d’Eugène Delacroix.
Après des études aux beaux-arts de Lille, Alexandre Lauwick est élève de Charles Gleyre aux beaux-arts de Paris. Il peint ensuite sur le motif à Barbizon, puis voyage en Italie et en Afrique du Nord. Il reste alors plusieurs années en Algérie où il fait partie de la Société des Beaux-Arts d'Alger. Il a exposé au Salon de Paris de 1850 à 1869 des toiles exclusivement orientalistes.

## Œuvres
- Femme juive de la province d’Alger (1861), Palais des beaux-arts de Lille.
- Une Vue du Caire, acquise par l'État au Salon de 1865 et déposée au Musée des beaux-arts de Dunkerque, semble avoir disparu lors de la destruction de ce musée en 1940.